# Kościół Niepokalanego Poczęcia Najświętszej Maryi Panny w Sosnowie
Kościół Niepokalanego Poczęcia Najświętszej Maryi Panny w Sosnowie – rzymskokatolicki kościół filialny zlokalizowany we wsi Sosnowo w gminie Banie, w powiecie gryfińskim (województwo zachodniopomorskie). Należy do parafii Chrystusa Króla w Lubanowie.

## Historia i architektura
Kościół został wzniesiony w 2. połowie XIII wieku. Murowany z kostki granitowej, jest budowlą salową, sytuowaną na rzucie prostokąta o wymiarach 15 × 7 m. Od strony wschodniej zamknięty jest prostą ścianą. W 2. połowie XVIII wieku od strony zachodniej została dostawiona nieistniejąca dzisiaj wieża, po której zachowała się podstawa z cegły i kamienia. W XIX wieku kościół został przebudowany, wymurowano wówczas neogotyckie okna. Kościół nakryty jest dwuspadowym dachem.
W północnej elewacji kościoła zachował się ślad po zamurowanym pierwotnym portalu, otoczonym gzymsem okapowym. W ścianie wschodniej umieszczone są trzy wąskie okna, częściowo zamurowane od góry i zakończone ostrołukowo. Z lewej strony ściany wschodniej znajduje się wymurowane z cegły niewielkie, nisko osadzone okienko, przypuszczalnie hagioskop. W elewacji południowej zachowały się trzy oryginalne, wąskie okna wczesnogotyckie, obok których znajdują się trzy większe okna w stylu neogotyckim. W elewacji północnej znajdują się trzy okna neogotyckie oraz zamurowane okno z okresu baroku, zakończone łukiem odcinkowym. Ściany kościoła ozdobione są blendami – trzy w ścianie wschodniej, jedna w ścianie południowej i cztery w ścianie północnej.
Wnętrze kościoła nakryte jest łamanym stropem listwowym. Ściany zostały pobielone. Nie zachowały się żadne elementy historycznego wyposażenia. Wokół kościoła znajduje się teren dawnego cmentarza, otoczony kamiennym murem z ceglaną bramą.
Po 1945 roku nieużytkowany kościół popadł w ruinę. W 1987 roku został odremontowany, w tym też roku odprawiona została pierwsza po wojnie msza święta. Konsekracji kościoła dokonał w dniu 7 grudnia 1991 roku biskup Marian Kruszyłowicz.